# Max Domi
Maxwell Johannes Domi, detto Max (Winnipeg, 2 marzo 1995), è un hockeista su ghiaccio canadese, campione del mondo con la maglia del Canada nel 2016.
È figlio dell'hockeista su ghiaccio Tie Domi.

## Carriera
Dal 2011 al 2015 ha giocato con i London Knights in OHL.
Passato in NHL, ha vestito la casacca degli Arizona Coyotes (2015-2018), dei Montreal Canadiens (2018-2020), dei Columbus Blue Jackets (l'intera stagione 2020-2021 e buona parte della successiva, fino a marzo), dei Carolina Hurricanes (da marzo 2022 a fine stagione), dei Chicago Blackhawks (da luglio 2022 a marzo 2023), dei Dallas Stars (da marzo 2023 a fine stagione) e dei Toronto Maple Leafs (dalla stagione 2023-2024). 

## Palmarès

### Giovanili
- Ontario Hockey League: 2

London Knights: 2011-2012, 2012-2013

### Nazionale

#### Mondiali
- 1 medaglia:
  - 1 oro (Russia 2016)

#### Mondiali Under-20
- 1 medaglia:
  - 1 oro (Canada 2015)